# Club Atlético Osasuna 2024-2025
Questa voce raccoglie le informazioni riguardanti il Club Atlético Osasuna nelle competizioni ufficiali della stagione 2024-2025.

## Maglie e sponsor
| Casa | Trasferta | Terza maglia |

## Organico

### Rosa
In corsivo i calciatori ceduti durante la stagione
| N. |                   | Ruolo | Calciatore      |
| -- | ----------------- | ----- | --------------- |
| 1  | Spagna (bandiera) | P     | Sergio Herrera  |
| 2  | Spagna (bandiera) | D     | Nacho Vidal     |
| 3  | Spagna (bandiera) | D     | Juan Cruz       |
| 4  | Spagna (bandiera) | D     | Unai García     |
| 5  | Spagna (bandiera) | D     | Jorge Herrando  |
| 6  | Spagna (bandiera) | C     | Lucas Torró     |
| 7  | Spagna (bandiera) | C     | Jon Moncayola   |
| 8  | Spagna (bandiera) | C     | Pablo Ibáñez    |
| 9  | Spagna (bandiera) | D     | Raúl García     |
| 10 | Spagna (bandiera) | D     | Aimar Oroz      |
| 11 | Spagna (bandiera) | A     | Kike Barja      |
| 12 | Spagna (bandiera) | D     | Jesús Areso     |
| 13 | Spagna (bandiera) | P     | Aitor Fernández |

| N. |                    | Ruolo | Calciatore           |
| -- | ------------------ | ----- | -------------------- |
| 14 | Spagna (bandiera)  | C     | Rubén García         |
| 15 | Spagna (bandiera)  | D     | Rubén Peña           |
| 16 | Spagna (bandiera)  | A     | Moi Gómez            |
| 17 | Croazia (bandiera) | A     | Ante Budimir         |
| 18 | Spagna (bandiera)  | C     | Iker Muñoz           |
| 19 | Spagna (bandiera)  | A     | Bryan Zaragoza       |
| 20 | Spagna (bandiera)  | C     | José Arnáiz          |
| 21 | Spagna (bandiera)  | C     | Javi Martínez        |
| 22 | Camerun (bandiera) | D     | Flavien Boyomo       |
| 23 | Spagna (bandiera)  | D     | Abel Bretones        |
| 24 | Spagna (bandiera)  | D     | Alejandro Catena     |
| 27 | Spagna (bandiera)  | D     | Iker Benito          |
| 32 | Grecia (bandiera)  | P     | Dimitrios Stamatakis |

## Calciomercato

### Sessione estiva
| Acquisti         | Acquisti       | Acquisti        | Acquisti                   |
| R.               | Nome           | da              | Modalità                   |
| ---------------- | -------------- | --------------- | -------------------------- |
| D                | Flavien Boyomo | Real Valladolid | definitivo (5 milioni €)   |
| D                | Abel Bretones  | Real Oviedo     | definitivo (2,8 milioni €) |
| A                | Bryan Zaragoza | Bayern Monaco   | prestito (250 mila €)      |
| Altre operazioni |                |                 |                            |
| R.               | Nome           | da              | Modalità                   |
| D                | Nacho Vidal    | Maiorca         | fine prestito              |
| C                | Javi Martínez  | Huesca          | fine prestito              |
| A                | Iker Benito    | FC Andorra      | fine prestito              |

| Cessioni         | Cessioni     | Cessioni   | Cessioni                    |
| R.               | Nome         | a          | Modalità                    |
| ---------------- | ------------ | ---------- | --------------------------- |
| D                | David García | Al-Rayyan  | definitivo (8,75 milioni €) |
| A                | Ander Yoldi  | Córdoba    | prestito                    |
| Altre operazioni |              |            |                             |
| R.               | Nome         | da         | Modalità                    |
| D                | Johan Mojica | Villarreal | fine prestito               |

### Sessione invernale
| Acquisti         | Acquisti         | Acquisti         | Acquisti         |
| R.               | Nome             | da               | Modalità         |
| Altre operazioni | Altre operazioni | Altre operazioni | Altre operazioni |
| R.               | Nome             | da               | Modalità         |
| ---------------- | ---------------- | ---------------- | ---------------- |

| Cessioni         | Cessioni         | Cessioni         | Cessioni         |
| R.               | Nome             | a                | Modalità         |
| Altre operazioni | Altre operazioni | Altre operazioni | Altre operazioni |
| R.               | Nome             | da               | Modalità         |
| ---------------- | ---------------- | ---------------- | ---------------- |
| D                | Nacho Vidal      | Real Oviedo      | gratuito         |
| C                | Javi Martínez    | Eibar            | gratuito         |
| A                | Iker Benito      | Mirandés         | gratuito         |

## Risultati

### Primera División

#### Girone di andata
| Arbitro: | Pulido Santana |

|                       |           |          |
| J. Soriano 79’ (aut.) | Marcatori | 22’ Cruz |

| Arbitro: | Cordero Vega |

|                  |           |  |
| Rubén García 55’ | Marcatori |  |

| Arbitro: | Hernández Maeso |

|                                              |           |  |
| Gil 34’ Tsygankov 53’ A. Ruiz 56’ Stuani 90’ | Marcatori |  |

| Arbitro: | Martínez Munuera |

|                                                 |           |                                           |
| Boyomo 21’ C. Domínguez 45’ (aut.) Bretones 62’ | Marcatori | 29’ Borja Iglesias 90+1’ (aut.) Moi Gómez |

| Arbitro: | Quintero González |

|                                      |           |                 |
| Abdul 50’ Rațiu 66’ Unai López 90+5’ | Marcatori | 27’ Raúl García |

| Arbitro: | De Mera Escuderos |

|                             |           |             |
| Budimir 39’ (rig.) Oroz 60’ | Marcatori | 41’ Moleiro |

| Valencia 24 settembre 2024, ore 19:00 CEST 7ª giornata | Valencia    | 0 – 0 referto | Osasuna | Mestalla (40 425 spett.)\| Arbitro: \| Ortiz Arias \| |
| Arbitro:                                               | Ortiz Arias |               |         |                                                       |

| Arbitro: | Cuadra Fernández |

|                                                   |           |                      |
| Budimir 18’, 72’ (rig.) Zaragoza 28’ Bretones 85’ | Marcatori | 53’ Víctor 89’ Yamal |

| Arbitro: | Sánchez Martínez |

|              |           |             |
| Yıldırım 21’ | Marcatori | 60’ Budimir |

| Arbitro: | Muñiz Ruiz |

|           |           |                          |
| Torró 59’ | Marcatori | 7’ Vitor Roque 73’ Ávila |

| Arbitro: | Pulido Santana |

|  |           |                       |
|  | Marcatori | 23’ Torró 34’ Budimir |

| Arbitro: | García Verdura |

|             |           |  |
| Budimir 19’ | Marcatori |  |

| Arbitro: | Melero López |

|                                       |           |  |
| Vinícius 34’, 61’, 69’ Bellingham 42’ | Marcatori |  |

| Arbitro: | Munuera Montero |

|                        |           |                                  |
| Budimir 8’, 20’ (rig.) | Marcatori | 67’ Baena 90+3’ (rig.) G. Moreno |

| Arbitro: | Martínez Munuera |

|               |           |             |
| Lukebakio 72’ | Marcatori | 69’ Budimir |

| Arbitro: | Soto Grado |

|                              |           |                     |
| Budimir 54’ Rubén García 61’ | Marcatori | 1’, 68’ Kike García |

| Cornellà de Llobregat 14 dicembre 2024, ore 14:00 CET 17ª giornata | Espanyol     | 0 – 0 referto | Osasuna | RCDE Stadium (20 513 spett.)\| Arbitro: \| Cordero Vega \| |
| Arbitro:                                                           | Cordero Vega |               |         |                                                            |

| Arbitro: | Quintero González |

|           |           |                            |
| Torró 25’ | Marcatori | 31’ Guruzeta 74’ Berenguer |

| Arbitro: | De Mera Escuderos |

|                |           |  |
| J. Álvarez 55’ | Marcatori |  |

#### Girone di ritorno
| Arbitro: | Muñiz Ruiz |

|                 |           |             |
| Raúl García 59’ | Marcatori | 19’ Camello |

| Arbitro: | Gil Manzano |

|               |           |          |
| Januzaj 90+8’ | Marcatori | 53’ Oroz |

| Arbitro: | Ortiz Arias |

|                  |           |                 |
| Budimir 34’, 74’ | Marcatori | 90+4’ Óskarsson |

| Arbitro: | Cordero Vega |

|                   |           |              |
| Muriqi 81’ (rig.) | Marcatori | 90+4’ Boyomo |

| Arbitro: | Munuera Montero |

|                    |           |            |
| Budimir 58’ (rig.) | Marcatori | 15’ Mbappé |

| Arbitro: | Sánchez Martínez |

|                       |           |  |
| Iago Aspas 69’ (rig.) | Marcatori |  |

| Arbitro: | Melero López |

|                                  |           |                             |
| Oroz 26’, 39’ Budimir 45’ (rig.) | Marcatori | 14’ D. López 32’, 87’ Sadiq |

| Arbitro: | Busquets Ferrer |

|                                            |           |  |
| Torres 11’ Olmo 21’ (rig.) Lewandowski 77’ | Marcatori |  |

| Arbitro: | Hernández Hernández |

|                    |           |                  |
| Budimir 45’ (rig.) | Marcatori | 55’, 71’ Terrats |

| Bilbao 30 marzo 2025, ore 18:30 CEST 29ª giornata | Athletic Bilbao  | 0 – 0 referto | Osasuna | San Mamés (49 671 spett.)\| Arbitro: \| Cuadra Fernández \| |
| Arbitro:                                          | Cuadra Fernández |               |         |                                                             |

| Arbitro: | García Verdura |

|                 |           |              |
| Raba 87’ (rig.) | Marcatori | 49’ Herrando |

| Arbitro: | González Fuertes |

|                        |           |                |
| Budimir 38’ Ibáñez 79’ | Marcatori | 90+6’ Asprilla |

| Arbitro: | Gil Manzano |

|                           |           |                                         |
| Moro 49’ Sylla 66’ (rig.) | Marcatori | 9’, 60’ (rig.) Budimir 34’ Rubén García |

| Arbitro: | Cordero Vega |

|                  |           |  |
| Rubén García 25’ | Marcatori |  |

| Arbitro: | Quintero González |

|                                        |           |                                  |
| A. Pérez 2’, 39’ T. Barry 33’ Pépé 71’ | Marcatori | 66’ Rubén García 81’ (rig.) Oroz |

| Arbitro: | Ortiz Arias |

|               |           |             |
| Hernández 64’ | Marcatori | 75’ Budimir |

| Arbitro: | Melero López |

|                        |           |  |
| Catena 25’ Budimir 82’ | Marcatori |  |

| Arbitro: | Hernández Maeso |

|                               |           |  |
| Budimir 17’ Raúl García 90+1’ | Marcatori |  |

| Arbitro: | Cuadra Fernández |

|                       |           |                 |
| C. Vicente 56’ (rig.) | Marcatori | 88’ Raúl García |

### Coppa del Re
| Arbitro: | Hernández Maeso |

|  |           |                                                                 |
|  | Marcatori | 51’, 79’ Raúl García 53’ (rig.) Benito 71’ Arnáiz 76’ Moi Gómez |

| Arbitro: | Hernández Hernández |

|                       |           |                                                  |
| Redru 41’ R. Díez 69’ | Marcatori | 84’ Budimir 87’ Raúl García 90+3’ (aut.) R. Díez |

| Arbitro: | Martínez Munuera |

|             |           |                                |
| J. León 45’ | Marcatori | 7’ Herrando 25’ (aut.) J. León |

| Arbitro: | Busquets Ferrer |

|                                 |           |                                  |
| N. Williams 45+3’ De Marcos 55’ | Marcatori | 40’ Oroz 44’ (rig.), 70’ Budimir |

| Arbitro: | Melero López |

|                               |           |  |
| Barrenetxea 21’ B. Méndez 31’ | Marcatori |  |

## Statistiche finali

### Statistiche di squadra
| Competizione | Punti | In casa | In casa | In casa | In casa | In casa | In casa | In trasferta | In trasferta | In trasferta | In trasferta | In trasferta | In trasferta | Totale | Totale | Totale | Totale | Totale | Totale | DR |
| Competizione | Punti | G       | V       | N       | P       | Gf      | Gs      | G            | V            | N            | P            | Gf           | Gs           | G      | V      | N      | P      | Gf     | Gs     | DR |
| ------------ | ----- | ------- | ------- | ------- | ------- | ------- | ------- | ------------ | ------------ | ------------ | ------------ | ------------ | ------------ | ------ | ------ | ------ | ------ | ------ | ------ | -- |
| Liga         | 52    | 19      | 10      | 6       | 3       | 33      | 23      | 19           | 2            | 10           | 7            | 15           | 29           | 38     | 12     | 16     | 10     | 48     | 52     | -4 |
| Coppa del Re | -     | -       | -       | -       | -       | -       | -       | 5            | 4            | 0            | 1            | 13           | 7            | 5      | 4      | 0      | 1      | 13     | 7      | +6 |
| Totale       | -     | 19      | 10      | 6       | 3       | 33      | 23      | 24           | 6            | 10           | 8            | 28           | 36           | 43     | 16     | 16     | 11     | 61     | 59     | +2 |

### Andamento in campionato
| Giornata  | 1  | 2 | 3  | 4 | 5  | 6 | 7 | 8 | 9 | 10 | 11 | 12 | 13 | 14 | 15 | 16 | 17 | 18 | 19 | 20 | 21 | 22 | 23 | 24 | 25 | 26 | 27 | 28 | 29 | 30 | 31 | 32 | 33 | 34 | 35 | 36 | 37 | 38 |
| --------- | -- | - | -- | - | -- | - | - | - | - | -- | -- | -- | -- | -- | -- | -- | -- | -- | -- | -- | -- | -- | -- | -- | -- | -- | -- | -- | -- | -- | -- | -- | -- | -- | -- | -- | -- | -- |
| Luogo     | C  | C | R  | C | T  | C | T | C | T | C  | T  | C  | T  | C  | T  | C  | T  | C  | T  | C  | T  | C  | T  | C  | T  | C  | T  | C  | T  | T  | C  | T  | C  | T  | T  | C  | C  | T  |
| Risultato | N  | V | P  | V | P  | V | N | V | N | P  | V  | V  | P  | N  | N  | N  | N  | P  | P  | N  | N  | V  | N  | N  | P  | N  | P  | P  | N  | N  | V  | V  | V  | P  | N  | P  | V  | N  |
| Posizione | 11 | 7 | 13 | 7 | 12 | 7 | 7 | 7 | 5 | 8  | 8  | 5  | 5  | 6  | 7  | 8  | 8  | 10 | 11 | 10 | 11 | 8  | 9  | 9  | 12 | 11 | 14 | 14 | 14 | 13 | 12 | 11 | 8  | 10 | 10 | 9  | 9  | 9  |